# رونالد ج. باث
رونالد جاي باث (بالإنجليزية: Ronald J. Bath)‏ (مواليد 4 نوفمبر 1944) لواء القوات الجوية المتقاعد للولايات المتحدة الذي وجه التخطيط الاستراتيجي للقوات الجوية الأمريكية لنائب رئيس أركان الخدمة للخطط والبرامج في مقر الخدمة في البنتاغون.
كانت مهمة باث السابقة مدير مراجعة الدفاع الرباعية والتكامل الدفاعي. أنشأ مكتب تكامل الدفاع لإعداد وتمثيل القوات الجوية في مراجعة الدفاع الرباعية وإجراءات المتابعة بما في ذلك توجيهات التخطيط الدفاعي داخل مكتب وزير الدفاع الأمريكي.
قام بالتحليق في 31 مهمة قتالية في عملية عاصفة الصحراء خلال حرب الخليج الثانية.
من نوفمبر 1990 إلى يوليو 1991 خدم كضابط سلامة الطيران في الجناح المقاتل التكتيكي 35 بقاعدة الشيخ عيسى الجوية في البحرين.